# Zenith (canção)
"Zenith" é uma canção da banda de rock sueca Ghost. A faixa foi originalmente lançada em uma versão exclusiva do álbum Meliora, em 2016, e foi disponibilizada mundialmente pela primeira vez na coletânea 13 Commandments.

## Antecedentes e lançamento
Em entrevista, Tobias Forge afirmou que "Year Zero" e "Zenith" foram as duas músicas do Ghost que não foram idealizadas e compostas por ele, mas sim por Martin Persner, na época, guitarrista da banda.
A faixa foi lançada em uma versão exclusiva do álbum Meliora, chamada de Meliora Redux, versão que foi disponibilizada apenas na Suécia, originalmente exclusivo em LP. Posteriormente, a banda escolheu publicar versões em CD e nos serviços de streaming de música, mas ainda apenas na Suécia.[carece de fontes?] Tal versão também incluía outras faixas que haviam sido lançadas no EP Popestar, mas "Zenith" em questão se manteve exclusiva à edição Redux.
Em 1 de dezembro de 2023, a banda, sem nenhum aviso prévio, lançou uma coletânea musical, chamada de 13 Commandments, que pela primeira vez, disponibilizou "Zenith" mundialmente, fazendo com que a compilação rapidamente ganhasse destaque.